# 牛村
牛村，是中华人民共和国山西省晋城市高平市河西镇下辖的一个村。
2019年1月21日，牛村公布为第七批中国历史文化名村。
2019年6月6日，牛村公布为第五批中国传统村落。